# Diane Arbus: Příběh jedné obsese
Diane Arbus: Příběh jedné obsese (v anglickém originále Fur: An Imaginary Portrait of Diane Arbus) je americký dramatický film z roku 2006. Režisérem filmu je Steven Shainberg. Hlavní role ve filmu ztvárnili Nicole Kidman, Robert Downey, Jr., Ty Burrell, Harris Yulin a Jane Alexander.

## Obsazení
| Nicole Kidman      | Diane Arbus      |
| Robert Downey, Jr. | Lionel Sweeney   |
| Ty Burrell         | Allan Arbus      |
| Harris Yulin       | David Nemerov    |
| Jane Alexander     | Gertrude Nemerov |
| Emmy Clarke        | Grace Arbus      |
| Genevieve McCarthy | Sophie Arbus     |
| Boris McGiver      | Jack Henry       |